# Radar tipus 285
El radar Tipus 285 va ser un radar d'artilleria naval britànic desenvolupat durant la Segona Guerra Mundial. El Tipus 285 es va utilitzar com a radar de superfície i antiaeri en vaixells més petits, i com a radar antiaeri en vaixells més grans. El prototip es va provar al mar a bord del destructor d'escorta HMS Southdown a l'agost de 1940.
El radar Tipus 284 utilitzava la mateixa electrònica amb un sistema d'antenes diferent, i es feia servir per al control de foc de superfície en vaixells més grans (creuers i cuirassats).
| Tipus | Equipament aeri | Potència màxima (kW) | Freqüència (MHz) | Longitud d'ona (cm) | En servei |
| ----- | --------------- | -------------------- | ---------------- | ------------------- | --------- |
| 285   |                 | 25                   | 600              | 50                  | 1941      |
| 285M  |                 | 150                  | 600              | 50                  | 1941      |
| 285P  |                 | 150                  | 600              | 50                  | 1942      |